# Villierstown
Villierstown (iriska: An Baile Nua) är en ort i republiken Irland. Den ligger i grevskapet Waterford och provinsen Munster, i den södra delen av landet, öster om Blackwaterfloden. Villierstown ligger 24 meter över havet och antalet invånare är 279.
Terrängen runt Villierstown är platt västerut, men österut är den kuperad. Trakten runt Villierstown består i huvudsak av jordbruksmark och på norra sidan finns en skog.